# Klavírní koncert č. 3 (Beethoven)
Klavírní koncert č. 3 c moll op. 37 Ludwiga van Beethovena bývá považován za dílo z roku 1800, i když někteří současní muzikologové rok jeho vzniku zpochybňují. Poprvé byl proveden 5. dubna 1803, přičemž skladatel byl sólistou.. Během koncertu byla premiérována také Beethovenova druhá symfonie a oratorium Kristus na hoře Olivetské.. Koncert vyšel v roce 1804 a byl věnován pruskému princi Ludvíku Ferdinandovi. První téma velmi připomíná začátek Mozartova 24. klavírního koncertu, rovněž v tónině c moll.

## Struktura
Koncert je určen pro 2 flétny, 2 hoboje, 2 klarinety v B♭, 2 fagoty, 2 lesní rohy v E♭, 2 trubky v C, tympány, smyčce a klavírního sólistu. Jak je u koncertů klasicistní a romantické éry obvyklé, má skladba tři části:
- I. Allegro con brio
- II. Largo
- III. Rondo. Allegro - Presto

I. Allegro con brio: Tato část je známá tím, že se v ní důrazně používá přímé i nepřímé téma.

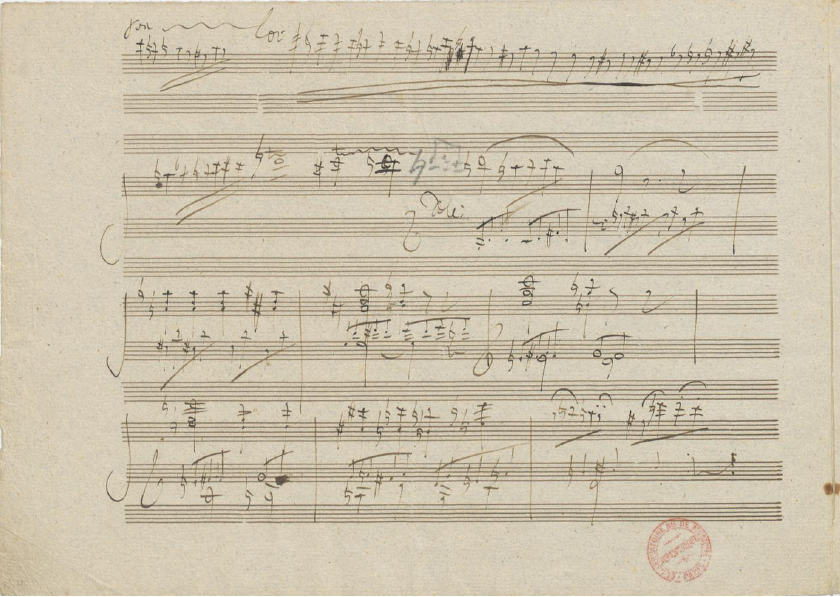
Kadence v první větě

Orchestrální expozice: Téma uvádějí smyčce a používá se v celé větě. Několikrát se rozvíjí. Ve třetí části (druhé téma) uvedou klarinet a první housle druhé hlavní téma, které je zpočátku v tónině es dur, pak v tónině C dur a nakonec v c moll.
Druhá expozice: Klavír vstupuje s motivem vzestupné stupnice. Struktura expozice v sólovém klavíru je podobná struktuře orchestrální expozice.
Vývoj: Klavír nastupuje a hraje podobné stupnice jako na začátku druhé expozice, tentokrát však v D dur namísto c moll. Hudba je celkově klidná.
Rekapitulace: Orchestr opakuje téma ve fortissimu, dechové nástroje reagují budováním mollového devátého akordu jako v expozici. Pro návrat druhého tématu Beethoven moduluje do tóniny C dur. Následuje temný přechod ke kadenci, při němž se okamžitě přechází z C dur do c moll.
Kadence: Beethoven napsal pro tuto část jednu kadenci. Je místy bouřlivá a končí sérií trylků, které se zklidní do pianissima. Mnoho dalších skladatelů a klavíristů, jako například Fazıl Say, Wilhelm Kempff, Clara Schumannová, Franz Liszt, Bedřich Smetana, Ignaz Moscheles (u něhož byla kadence chybně připsána Johannesu Brahmsovi) a Charles Valentin Alkan napsali alternativní kadence.
Koda: Beethoven prodlužuje očekávání návratu k tónině na konci kadence tím, že prodlužuje závěrečný trylek a nakonec dospěje k dominantnímu septakordu. Klavír zahraje sérii arpeggií, než se hudba usadí v domovské tónině c moll. Poté hudba zesílí, než dojde k plnému tutti, po němž klavír zahraje sestupná arpeggia, vzestupnou stupnici z druhé expozice a nakonec rezolutní závěr v C.
II. Largo
Druhá věta je v tónině E dur, která je v tomto kontextu poměrně vzdálená úvodní tónině koncertu c moll (dalším příkladem je mnohem pozdější Brahmsova první symfonie). Pokud by se věta držela tradiční formy, byla by její tónina Es dur (relativní tónina), As dur (submediánová durová nebo subdominantní paralelní tónina) nebo C dur (tonická durová nebo paralelní tónina). Větu otevírá sólový klavír a úvod je označen podrobnými pokyny pro šlapání.
III. Rondo – Allegro – Presto
Finále má formu sonátového ronda. Věta začíná v c moll vzrušeným tématem hraným pouze klavírem. Věta končí kodou C dur, označenou jako presto.

## První provedení
Partitura byla při prvním uvedení neúplná. Beethovenův přítel Ignaz von Seyfried, který za něj ten večer obracel stránky not, později napsal: Neviděl jsem téměř nic než prázdné stránky; nanejvýš bylo na té či oné stránce načmáráno několik pro mě zcela nesrozumitelných egyptských hieroglyfů, které mu měly sloužit jako nápověda; hrál totiž téměř celý sólový part zpaměti, protože, jak se často stávalo, neměl čas vše zaznamenat na papír.